# Pattuglia galattica
Pattuglia galattica è un romanzo di fantascienza dello scrittore statunitense Edward E. Smith. Fu pubblicato originariamente sulla rivista Astounding nel 1937 e successivamente edito dalla Fantasy Press nel 1950. La storia di questo volume fu la prima della serie dei Lensman, anche se Triplanetario fu scritto prima, non fu originariamente parte della serie e fu successivamente revisionata in modo da renderla parte della serie. Il primo Lensman fu scritto per collegare Triplanetario con Pattuglia galattica.

## Trama
Ai membri della Pattuglia Galattica è stata data l'arma definitiva da usare nella guerra contro l'organizzazione criminale interplanetaria di Boskone: la Lente. Ma anche se i Lensmen della pattuglia sono i più temuti soldati della galassia, non sono sicuri di come usare questa particolare arma. Kimball Kinnison è appena stato promosso dall'accademia, e ora che ha ricevuto la Lente è determinato a scoprire come funziona. Kinnison incomincia il suo viaggio prendendo il comando dell’astronave Britannia. Questo lo porta a una serie di avventure, inclusa una visita sul pianeta Arisia, patria dei creatori della Lente, e a uno scontro con Helmuth, il leader di Boskone.

## Edizioni
- 1937, USA, Astounding, settembre 1937, pubblicato in 6 parti
- 1950, USA, Fantasy Press, 1950 (hardback)
- 1961, Germania, Zimmermann, 1961 (hardback) come Galaktische Patrouille
- 1964, USA, Pyramid Books, 1964 (paperback)
- E. E. «doc» Smith, Pattuglia galattica, traduzione di Marisa Sanfelice, Delta Fantascienza Fantasia Eroica n.16 Volume XVI, Delta, 1974. (I edizione italiana)
- 1992, Italia, Cosmo Oro, Editrice Nord, 1992, come Pattuglia Galattica - La saga dei Lensmen II
- 1997, UK, Ripping Publishing. ISBN 1-899884-14-9,1997 (paperback)
- 1998, USA, Old Earth Books. ISBN 1-882968-11-5, dicembre 1998 (paperback)